# Warden-Pass
Der Warden-Pass ist ein ost-westlich ausgerichteter, rund 1000 m hoher und verschneiter Gebirgspass im ostantarktischen Coatsland. In der Shackleton Range verläuft er entlang der Nordwestseite des Fuchs Dome und des Flat Top.
Teilnehmer der Commonwealth Trans-Antarctic Expedition (1955–1958) nahmen 1957 Vermessungen dieses Gebiets vor. Das UK Antarctic Place-Names Committee benannte den Pass 1972 nach dem britischen Geodäten Michael Anthony Warden (* 1946), der von 1970 bis 1972 auf der Halley-Station und zwischenzeitlich in der Shackleton Range tätig war.